# Sacrament van Niervaert

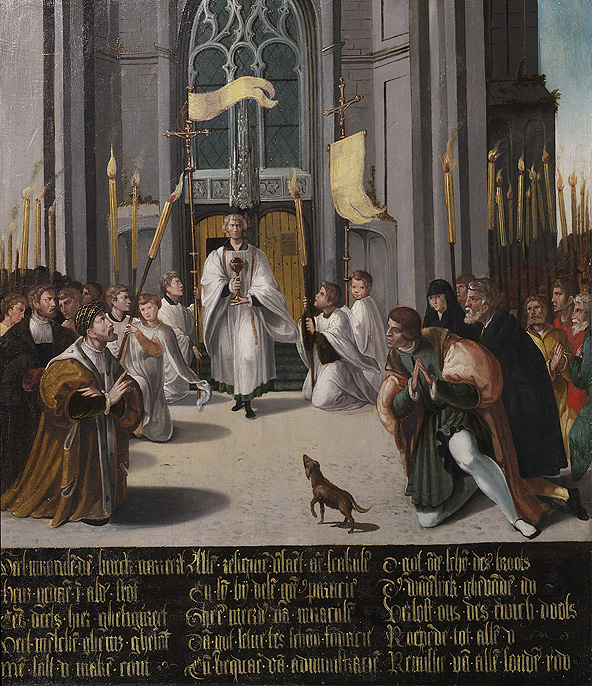
Jaarlijkse ommegang door Breda met het Sacrament van Niervaert, ca. 1535.

Het Heilig Sacrament van Niervaert verwijst naar een middeleeuws hostiewonder, een bloedende hostie, die in het begin van de veertiende eeuw zou zijn gevonden in Niervaert (Klundert) en vanaf 1449 in de Grote-of-Onze-Lieve-Vrouwekerk te Breda werd vereerd.

## Geschiedenis
Een vroeg zestiende-eeuws verzamelhandschrift getiteld Den boeck vanden heilighen sacramente vander nyeuwervaert dat bewaard wordt in het Stadsarchief Breda verhaalt het volgende over het Sacrament van Niervaert.
In het begin van de 14e eeuw vond de boer, Jan Bautoen, in het bijzijn van twee vrouwen, tijdens het turfsteken te Niervaert in het huidige Klundert een hostie die bij aanraking begon te bloeden. Een van de vrouwen verwittigde de pastoor die de hostie naar de kerk overbracht. Toen de bisschop van Luik, Theobald van Bar, onder wiens geestelijk bestuur ook Niervaert stond, van het voorval hoorde stelde hij een onderzoek in. Hij liet de authenticiteit van het wonder door de rechtsgeleerde, Macharius de Busco, onderzoeken. Hij verhoorde eerst Jan Bautoen en de twee vrouwen maar hechtte geen geloof aan hun getuigenis. Vervolgens besloot hij de hostie te testen door deze op vijf plaatsen met een priem te doorsteken. Viermaal ketste deze af, alsof hij stak op een kiezelsteen. Toen hij de hostie voor de vijfde maal raakte, vloeide er op vijf plaatsen bloed uit. Macharius raakte geheel buiten zinnen ‘soe dat die een seide dat hi sijn handen af beet van verwoetheiden. Die ander seide dat hi inden weghe doen hi toech tot ludick doot bleef ende tot ludick bynnen doot waert ghebracht. Mer hoe dat was kent god’.
De wonderbaarlijke hostie bleef in de daarop volgende anderhalve eeuw object van bijzondere verering in de kerk van Niervaert. De kroniek tekent in deze periode 19 wonderen op.
De Graaf van Nassau, Jan Drossaard van Brabant, heerst in het midden van de vijftiende eeuw ook over de baronie Breda. Hij is in 1440 getrouwd met Maria van Loon-Heinsberg, de zus van de machtige Prinsbisschop van Luik, en wil nu het Sacrament van Niervaert naar Breda halen. Helaas kan hij door de overstroming Niervaert niet bereiken. Hij schrijft daarom naar zijn zwager, Jan van Heinsberg, bisschop van Luik en vraagt hem en zijn raadsheren om hulp. Zij willigen het verzoek van de graaf in en zorgen ervoor dat het Sacrament beschermd blijft door de kerk van Niervaert te verstevigen. Op 13 maart 1449 vertrekken Hendrik de Bie en Jan Boot met permissie van de bisschop, samen met de andere leden van het kapittel van Breda, de kapelaans, klerken, burgemeesters en schepenen, schutters en vele goede mensen naar Niervaert om het Sacrament op te halen. Na een bijzondere laatste viering met omgang in Niervaert wordt het Sacrament per boot naar Breda gebracht. Het was al laat in de avond en donker toen het Sacrament de Bredase haven binnenvoer, maar de grote menigte, voorzien van kaarsen en fakkels, zorgde ervoor ‘dat de straten seer licht waren’. Onder toeziend oog van Jan IV van Nassau en zijn gemalin gravin Maria van Loon-Heinsberg werd het Sacrament van Niervaert ‘met innigher deuocien’ de kerk van Breda binnengedragen.
Vervolgens vermeldt de kroniek 11 wonderen die genoteerd zijn in Breda en één in Brugge. Het laatste wonder wordt opgetekend in 1456.

## Materiële cultuur
Tussen 1450 en 1550 ontwikkelde de stad Breda zich tot een van de meest opvallende culturele en politieke centra van de Nederlanden. Als residentiestad van de Brabantse tak van de Nassaudynastie die sinds 1403 heren van Breda waren, kreeg de stad een bijzondere allure. De Brabantse Nassaus behoorden tot de allerhoogste adel in de Bourgondisch-Habsburgse Nederlanden en voerden in hun heerlijkheden een bijbehorende cultuurpolitiek. Dat gebeurde in Breda in elk geval (ook) in nauwe samenwerking met de stedelijke gemeenschap. De stedelijke allure van Breda kreeg vorm in bouw- en verfraaiingsprojecten, het creëren van literaire, visuele en architectonische kunstwerken en het stichten van monumenten.
Van de verering van het Sacrament van Niervaert zijn uit bovengenoemde periode de volgende materiële herinneringen bewaard gebleven:
- Het verzamelhandschrift Den boeck vanden heilighen sacramente vander nyeuwervaert
- De Sacramentskapel van de Grote- of Onze-Lieve-Vrouwekerk, thans genoemd Niervaertkapel;
- Het Sacramentsretabel van Niervaert;
- De monstrans van het Sacrament van Niervaert.

Het Gilde van het Sacrament van Niervaert gaf omstreeks het jaar 1500 opdracht aan de Brusselse stadsdichter Jan Smeken voor het schrijven van het Spel vanden heilighen sacramente vander Nyeuwervaert, een toneelstuk waarin de geschiedenis van het Sacrament op beeldende en humoristische wijze wordt verteld.
Omstreeks 1530 werd de Grote-of-Onze-Lieve-Vrouwekerk aan de zuidzijde uitgebreid met een Sacramentskapel in renaissancestijl. In deze kapel stond het Sacramentsaltaar dat na 1637 verloren ging. Het Gilde gaf omstreeks 1535 aan twee anonieme kunstenaars de opdracht tot het vervaardigen van een schilderij dat boven het altaar werd geplaatst. Het Sacramentsretabel van Niervaert is samen met het zich in de Grote-of-Onze-Lieve-Vrouwekerk bevindende drieluik met de vinding van het Ware Kruis het enige altaarstuk uit deze kerk dat bewaard bleef.
In de gouden eeuw van Breda (1450-1550) ontwikkelde Breda zich tot een belangrijke zilverstad. Uit deze periode is een grote groep Bredase monstransen bekend die zeldzaam homogeen van uitvoering is. Een ervan is de monstrans van het Sacrament van Niervaert. Geen enkele andere Nederlandse stad kan op een dergelijke reeks bogen: meer dan twintig stukken bleven bewaard. Een aantal van deze monstransen is inmiddels opgenomen in museumcollecties zoals die van het Rijksmuseum Amsterdam, de Koninklijke Musea voor Geschiedenis en Kunst Brussel en de Hermitage Sint-Petersburg. De monstrans van het Sacrament van Niervaert wordt tentoongesteld in het Stedelijk Museum Breda.

## Verering
Het Gilde van het Sacrament van Niervaert werd in 1463 opgericht met als doel de verering van de hostie te bevorderen. Iedere donderdag kwamen de leden samen voor een plechtige avondviering en een keer per jaar werden, tijdens een gezamenlijke maaltijd, de in dat jaar overleden leden herdacht.
Jaarlijks, op de zondag voor de feestdag van St. Jan (24 juni), werd het Sacrament van Niervaert, vergezeld door de leden van het Sacramentsgilde in een zogenaamde Kleine Omgang door de voornaamste straten van de stad gedragen. Fluit- en snarenspelers maakten deel uit van de stoet, alsmede de stadsreus en reuzin, de wildeman en de dragers van de Bredaase klokke Roeland. Volgens de achttiende-eeuwse geschiedschrijver Thomas Ernst van Goor trokken in die ommegang ook de schuttersgilden van stad en omgeving mee in de volgende volgorde:
Schutters van Gilze, schutters van Chaam, schutters van Alphen, schutters van Rijsbergen, schutters van Zundert, schutters van Etten, schutters van Oosterhout, schutters van Ginneken, schutters van Princenhage, schutters van Terheijden, schutters van het Gasthuis-einde, schutters van het Ginnekens-einde, schutters van het Haags-einde en de oude schutters van Breda.

De kapel van het Sacrament van Niervaert werd door het jaar heen door vele bedevaartgangers bezocht. In deze kapel stond een weegschaal om, volgens een oud gebruik, na een verhoord gebed het lichaamsgewicht in tarwe te schenken.
Het Gilde van het Sacrament van Niervaert was actief tot 1590, het jaar waarin Breda door de bekende list met het Turfschip door Staatse troepen werd heroverd en de kerk door protestanten werd ingenomen. Tussen 1648 en 1795 vormde het Nederduits-Gereformeerde kerk de 'staatskerk' van de Republiek en was het katholieken verboden hun godsdienst in het openbaar uit te oefenen. Toch herleefde de verering voor het Sacrament van Niervaert op 28 oktober 1697 in de schuilkerk aan de Brugstraat. Daar werd een nieuwe vereniging onder de naam Confrèrie van het Allerheiligst Sacrament des Altaars opgericht.
In de achttiende eeuw zou de Kleine Omgang op bepaalde momenten zijn gehouden in de vorm van een Stille Omgang. Processies waren in de protestantse Republiek verboden. Na het herstel van de bisschoppelijke hiërarchie in 1853 leefde de wens om processies te houden op. Het processieverbod, dat bleef bestaan tot 1983, verhinderde dat. Tussen 1916 en 1966 werd daarom in Breda jaarlijks een Stille Omgang gehouden met vele honderden, en in de bloeitijd zelfs 20.000, deelnemers.
Het Gilde van het Sacrament van Niervaert werd in 2003 heropgericht.

## Overleveringen over de verblijfplaats van de wonderbaarlijke hostie
Over een mogelijke verblijfplaats van de wonderbaarlijke hostie na de beeldenstorm staat niets vast. Rond 20 augustus 1566 bereikten beeldenstormers vanuit het zuiden de stad Breda. Het rijk ingerichte interieur van de Grote-of-Onze-Lieve-Vrouwekerk moest het ontgelden. Een deel van de schade die in die dagen werd  aangericht is nog altijd zichtbaar. De beeldenstorm in de Nederlanden was een van de aanleidingen tot het uitbreken van de Tachtigjarige Oorlog in 1568.
Een overlevering verhaalt dat de hostie door een kanunnik van de Onze-Lieve-Vrouwekerk voor beeldenstormers in veiligheid is gebracht en ergens in het stadshart van Breda is verborgen. In het stadsarchief wordt een briefje bewaard van een zekere Adriana Bekkers, zij zou van haar vader op zijn sterfbed de kennis hebben ontvangen dat de hostie was ingemetseld in een kerkpilaar.
In de twintigste eeuw is verschillende keren uitvoerig gezocht in de kelder van het pand Havermarkt 2, later café de Suikerkist. Dit naar aanleiding van visioenen van mevrouw de Hoogh, echtgenote van de toenmalige onderdirecteur van de Rijksdienst voor de Monumentenzorg. Bij deze onderzoeken werd naast de grote kelder onder het pand een bijkelder gevonden die was volgestort met puin. Ook zou in 1908 in een holle ruimte in een muur van deze bijkelder een zinken busje met een perkamenten briefje met daarop de tien geboden, een zogenaamde Mezoeza, zijn gevonden. In 1948 werd opnieuw in dezelfde kelder gezocht door een wichelroedeloper. Dit onderzoek heeft geen concrete vondsten opgeleverd.